# چایلاک
چایلاک (به فرانسوی: Chaillac) یک کمون در فرانسه است که در اندر واقع شده‌است. چایلاک ۵۹٫۷۹ کیلومتر مربع مساحت و ۱٬۱۳۶ نفر جمعیت دارد و ۱۹۶ متر بالاتر از سطح دریا واقع شده‌است.